# Burgruine Strahlegg
Die Ruine Burg Strahlegg steht am nördlichen Ufer des Walensees auf dem Gemeindegebiet von Amden im heutigen Schweizer Kanton St. Gallen auf einer vorgeschobenen Uferzunge in Hinterbetlis, rund 30 Meter über dem Seespiegel. Die Ruine ist als national schutzwürdig eingestuft und steht somit unter dem höchsten in der Schweiz vergebenen Status des Kulturgüterschutzes (KGS-Nr.: 9649).

## Geschichte
Die Burg ist urkundlich nicht erwähnt, so dass ihr Baujahr nur geschätzt werden kann. 1388 diente die Burg Strahlegg im Näfelser Krieg Österreich-Habsburg als Vorposten gegen die Eidgenossen und wurde deshalb von den Glarnern erobert und zerstört.
Die erste Ausgrabung fand im August 1861 statt. Dabei stellte der Altertumsforscher Ferdinand Keller fest, dass es sich um eine mittelalterliche Burg handeln müsse. Später wurden bei Sondierungen römische Keramikfragmente gefunden. Insgesamt liess sich die Anlage aber nicht datieren. Erst 1960 führte man eine sorgfältige archäologische Untersuchung durch. Dabei stellte man fest, dass es sich um einen römischen Wachturm gehandelt haben muss, der im Jahr 15 v. Chr. unter dem römischen Kaiser Augustus erbaut wurde. Es besteht eine Sichtverbindung mit zwei weiteren Wachtürmen; der erste im Weiler Vordemwald bei Filzbach am Kerenzerberg, der zweite auf dem Biberlichopf bei Ziegelbrücke. Es wurde festgestellt, dass ein Teil des Mauerwerkes aus dem Mittelalter stammt, der verfallene römische Turm also damals wieder aufgebaut wurde.

## Bauwerk
Der Turm hat einen quadratischen Grundriss mit einer Seitenlänge von 10,4 auf 10,4 Meter. Es ist noch ein rund 6 Meter hohes Mauerwerk aus gelagerten, roh gehauenen Kalksteinen vorhanden. Mittelalterliches Mauerwerk findet sich nur noch zuoberst auf der Westwand. Das Fundament ist innen und aussen durch sechs sauber durchgeführte Absätze abgetrennt. Der oberste Absatz liegt innen über der ehemaligen Balkenlage. Auf allen vier Seiten sind Balkenlöcher vorhanden, wobei vermutlich nur die Löcher in der nördlichen und südlichen Wand eine Balkenlage aufgenommen zu haben scheinen, die übrigen scheinen für einen aussenliegenden Wehrgang benutzt worden zu sein. Der Eingang ist auf der Südseite, wo die Mauer ausgebrochen wurde.

## Galerie

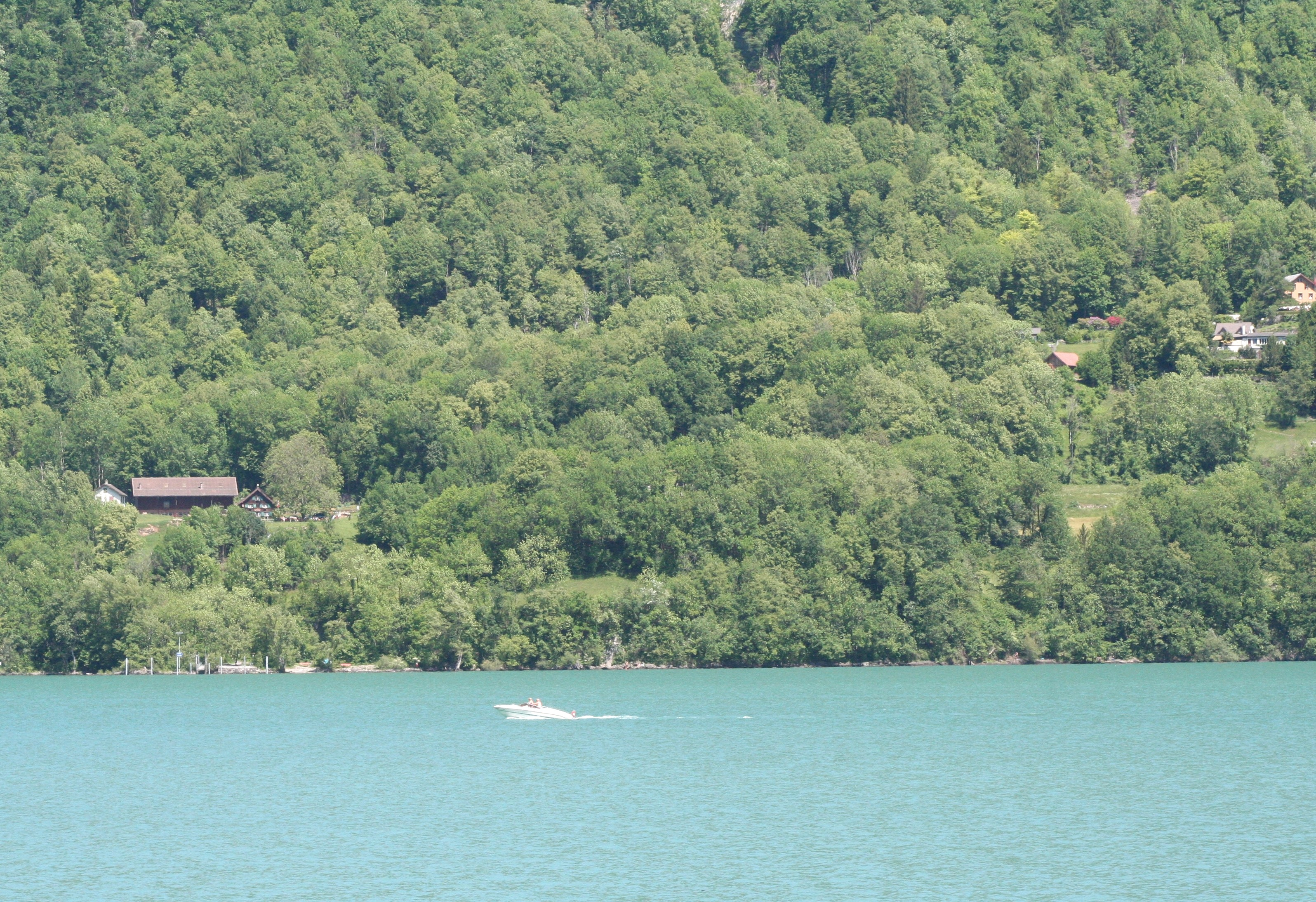
In der Bildmitte Lage der Ruine
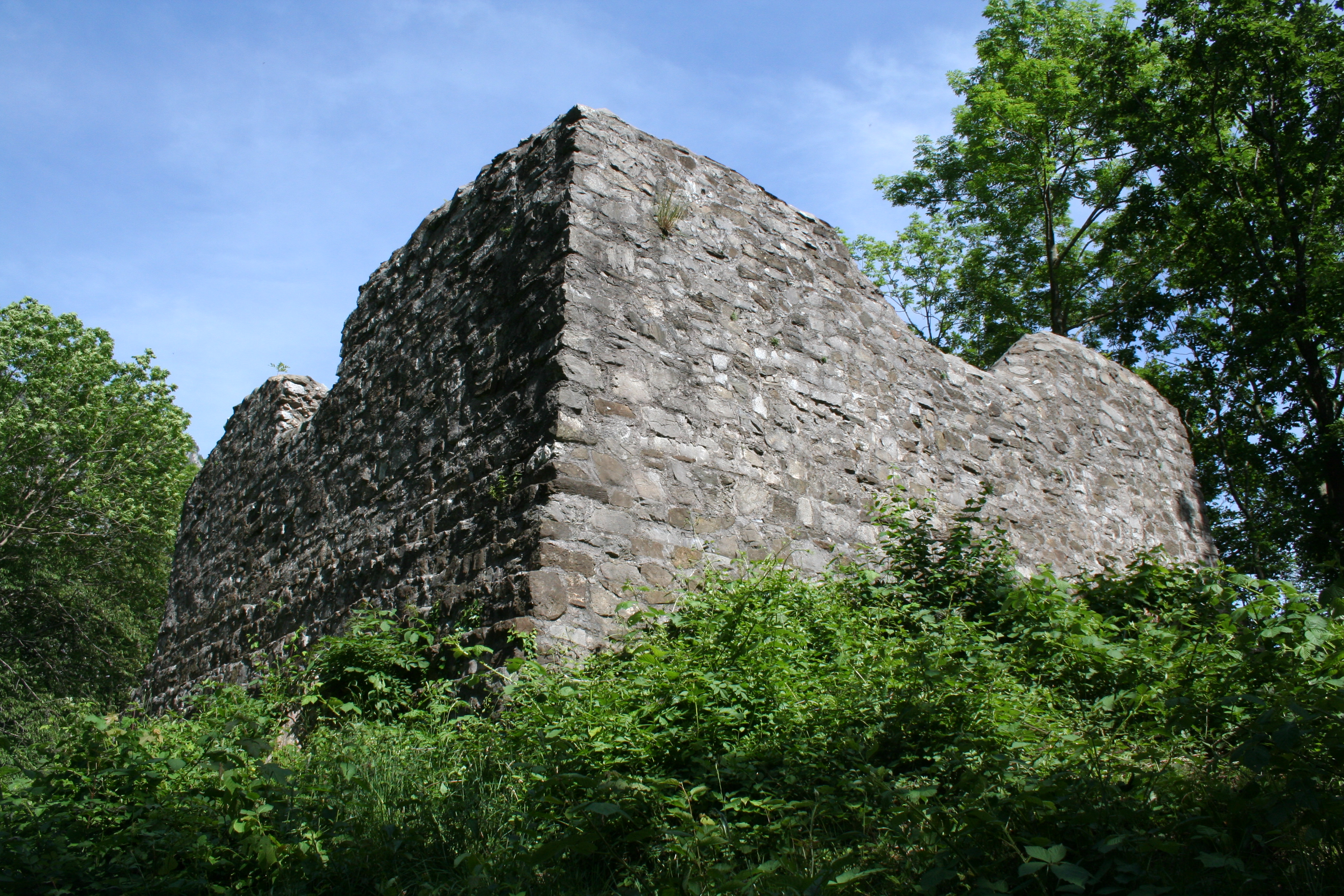
Ansicht von Westen
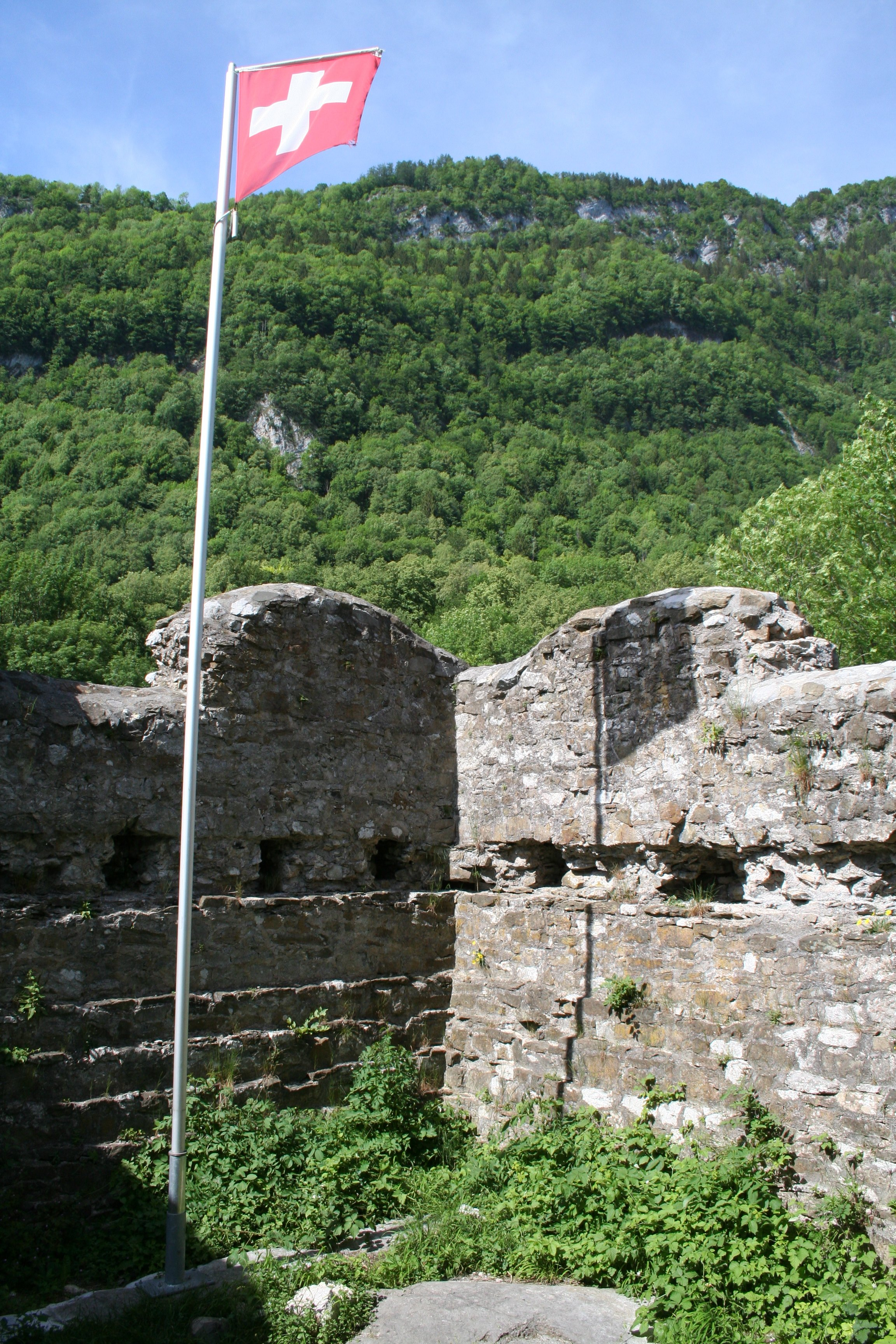
Innere Nordecke
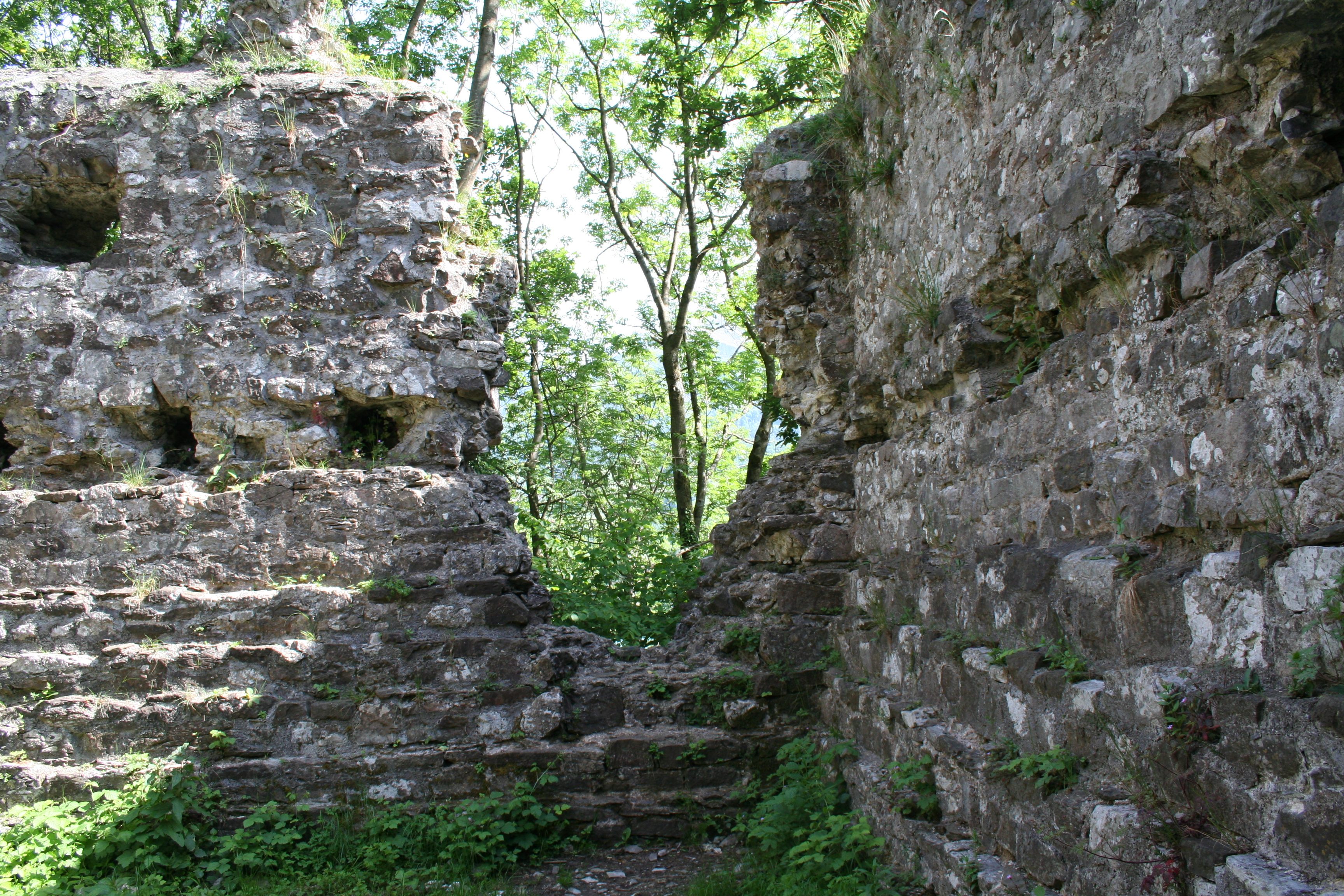
Innere Südecke